# 1239
Năm 1239 là một năm trong lịch Julius.

## Sự kiện
- 20 tháng 3 - Đức Giáo hoàng Gregory IX excommunicates Frederick II, Hoàng đế La Mã Thần thánh.
- Frederick II, Hoàng đế La Mã Thần thánh tiến hành các Cuộc vây hãm Faenza.
- Tòa tháp chính của Đại giáo đường Lincoln sụp đổ.
- Mông Cổ xâm lược Rus đang trong quá trình.

## Sinh
- 17 tháng 6 - Vua Edward I của Anh (mất năm 1307)
- 17 tháng 12 - Kujo Yoritsugu, shogun Nhật Bản (mất 1256)
- Peter III của Tây Ban Nha (mất năm 1285)
- John II, Công tước xứ Bretagne (mất năm 1305)
- Ippen, nhà sư Nhật Bản (mất 1289)

## Mất
- 3 tháng 3 - Vladimir III Rurikovich, Đại công tước Kiev (sinh 1187)
- 20 tháng 3 - Hermann von Salza
- 28 tháng 3 - Thiên hoàng Go-Toba của Nhật Bản (sinh 1180)